# Police municipale en Indonésie
 (octobre 2022).
Les Satuan Polisi Pamong Praja ("unités de police de l'administration", abrégé en Satpol PP, Pol-PP ou PolPP) sont des unités de police municipales en Indonésie. Elles sont sous le contrôle des gouvernements locaux de province, de kota et de kabupaten (département). Leur mission est d'aider les gouvernements régionaux (gouverneurs de province, maires et / ou bupati) à faire appliquer les réglementations régionales et à assurer le maintien de l'ordre et de la sécurité publics. Ces unités sont placées sous la tutelle du Ministère de l'Intérieur.

## Fonction et autorité

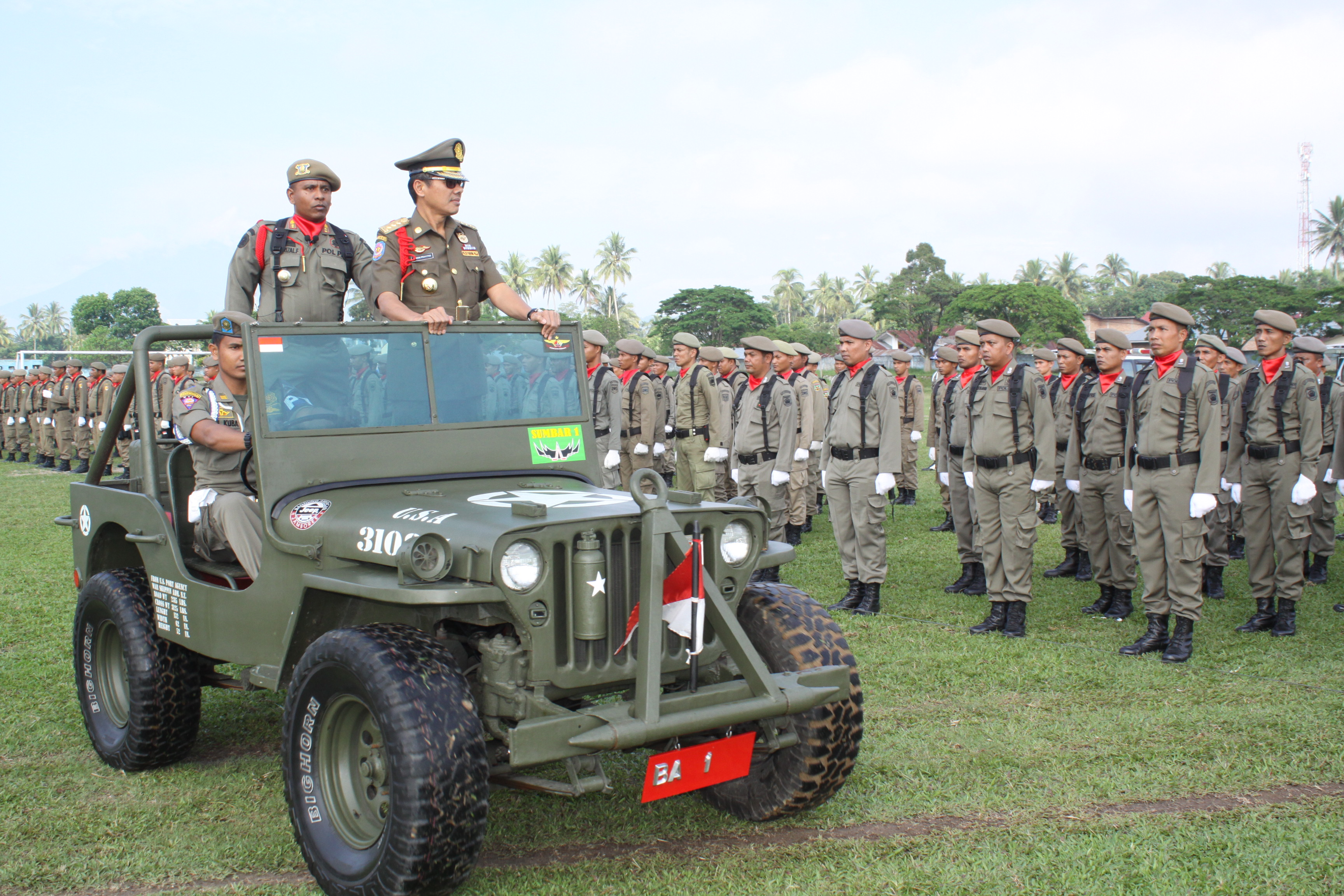
Inspection de policiers des Satpol PP par le gouverneur de Sumatra occidental en 2016 en uniforme de chef de la police provinciale

## Controverse

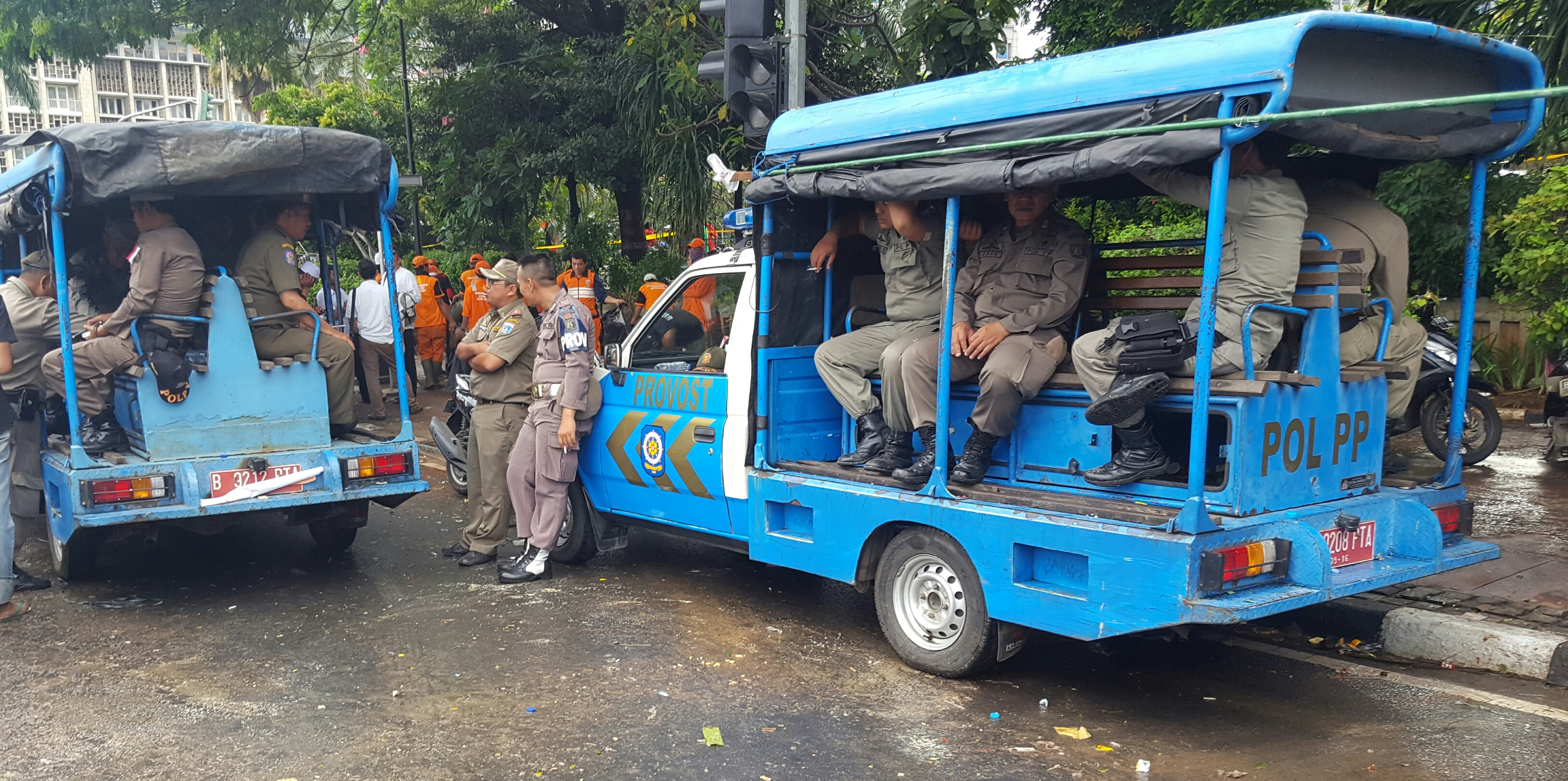
Satpol PP à Jakarta en patrouille

En 2010, un décret controversé du ministre de l'Intérieur Gamawan Fauzi autorisait les membres des Satpol PP à être armés de revolvers à gaz ou à blanc, de bâtons à décharge électrique et de matraque pour les émeutes et le contrôle des foules.

## Grades et insignes
Le personnel des Satpol PP est issu de la fonction publique des gouvernements locaux et forme la branche policière du Corps des employés plus large de la république d'Indonésie (Korps Pegawai Republik Indonesia ), l'organisation des employés de la fonction publique. Ils portent un uniforme et des insignes similaires à ceux de la fonction publique.